# (4856) Seaborg
(4856) Seaborg es un asteroide perteneciente al cinturón de asteroides, descubierto el 11 de junio de 1983 por Carolyn Shoemaker desde el Observatorio del Monte Palomar, Estados Unidos.

## Designación y nombre
Designado provisionalmente como 1983 LJ. Fue nombrado Seaborg en honor al químico nuclear estadounidense Glenn T. Seaborg que participó en el descubrimiento de la mayor parte de los elementos transuranianos conocidos, incluyendo el plutonio, y se propuso aislar y caracterizar ese elemento y producirlo en grandes cantidades a partir de reactores nucleares.

## Características orbitales
Seaborg está situado a una distancia media del Sol de 2,559 ua, pudiendo alejarse hasta 2,736 ua y acercarse hasta 2,382 ua. Su excentricidad es 0,069 y la inclinación orbital 15,00 grados. Emplea 1495 días en completar una órbita alrededor del Sol.

## Características físicas
La magnitud absoluta de Seaborg es 12. Tiene 10,39 km de diámetro y su albedo se estima en 0,284.